# Ella Stiner
Ella Stiner (8 febbraio 2010) è una nuotatrice artistica israeliana.

## Palmarès

### Coppa del Mondo
- 1 podio:
  - 1 terzo posto (1 nella gara a squadre)